# Walcherfall
Walcherfall, nazývaný též Schleierfall, je vodopád v Rakousku, ve spolkové zemi Salcbursko v horské skupině Glockner (Glocknergruppe). 

## Popis
Jedná se o kaskádovitý vodopád s pěti hlavními stupni o celkové výšce 520 m (nejvyšší vodopád v Rakousku). Vodopád se nachází na potoce Walcher Bach, který v nadmořské výšce 2300 m vytéká z ledovce Walcher Kees rozprostírajícím se na jihovýchodním svahu hory Hoher Tenn (3368 m).

## Přístup
Výchozím místem k vodopádu je Ferleiten (1151 m) na Grossglocknerské vysokohorské silnici. Od ubytovacího hostince Tauernhaus vychází pěší stezka Wasserfallweg. Stezka prochází kolem hlavních stupňů vodopádu a vede přes Walcher Grundalm (1590 m) a Walcher Hochalm (1853 m). V roce 2018 byla Wasserfallweg dočasně nepřístupná.